# Mammillaria rhodantha
Mammillaria rhodantha es una especie perteneciente a la familia Cactaceae. Es endémico de Guanajuato, Hidalgo, Jalisco, Michoacán, Morelos, Querétaro y Zacatecas en México. Su hábitat natural son los áridos desiertos.  Está extendida por todo el mundo como planta ornamental

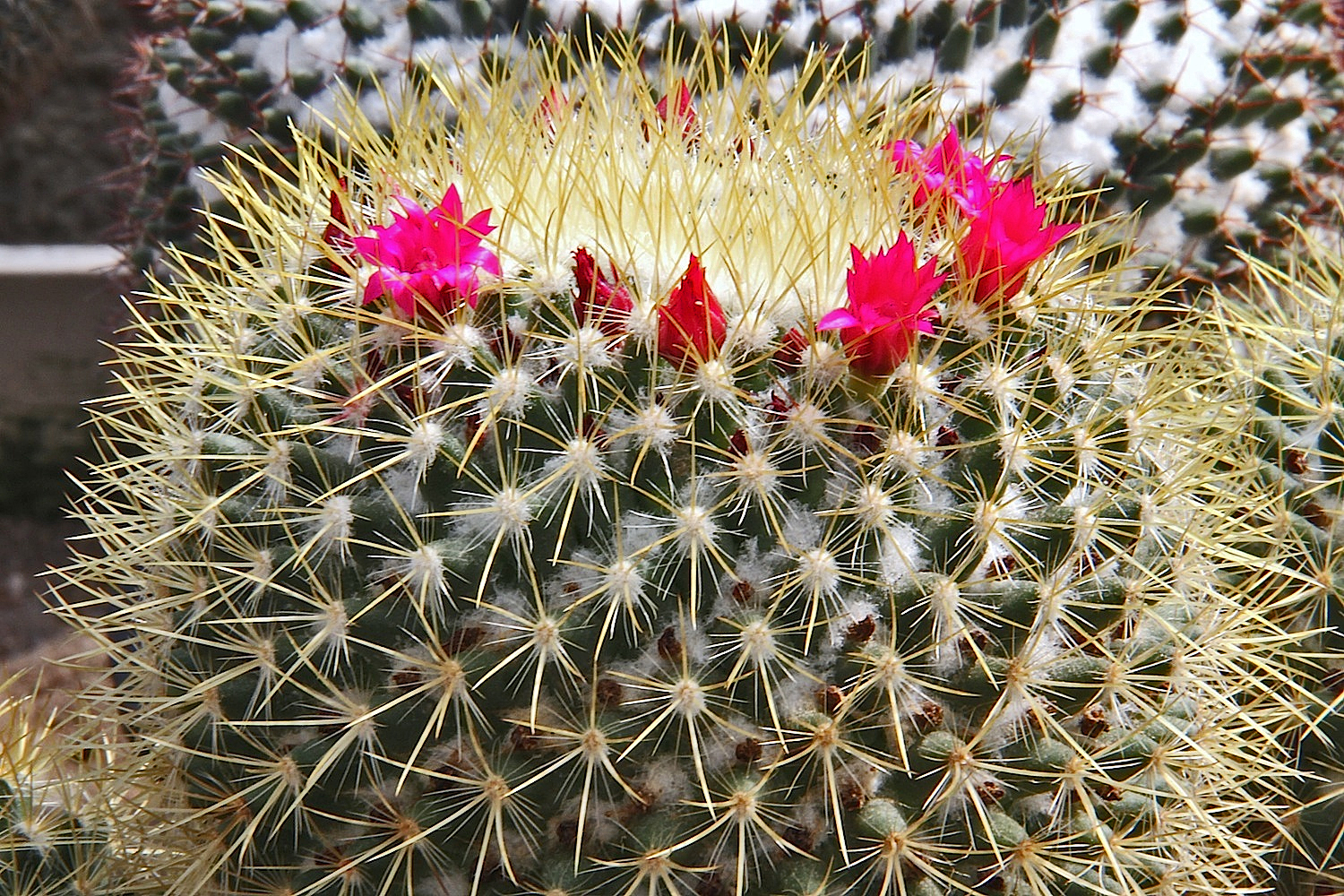
Vista de la planta

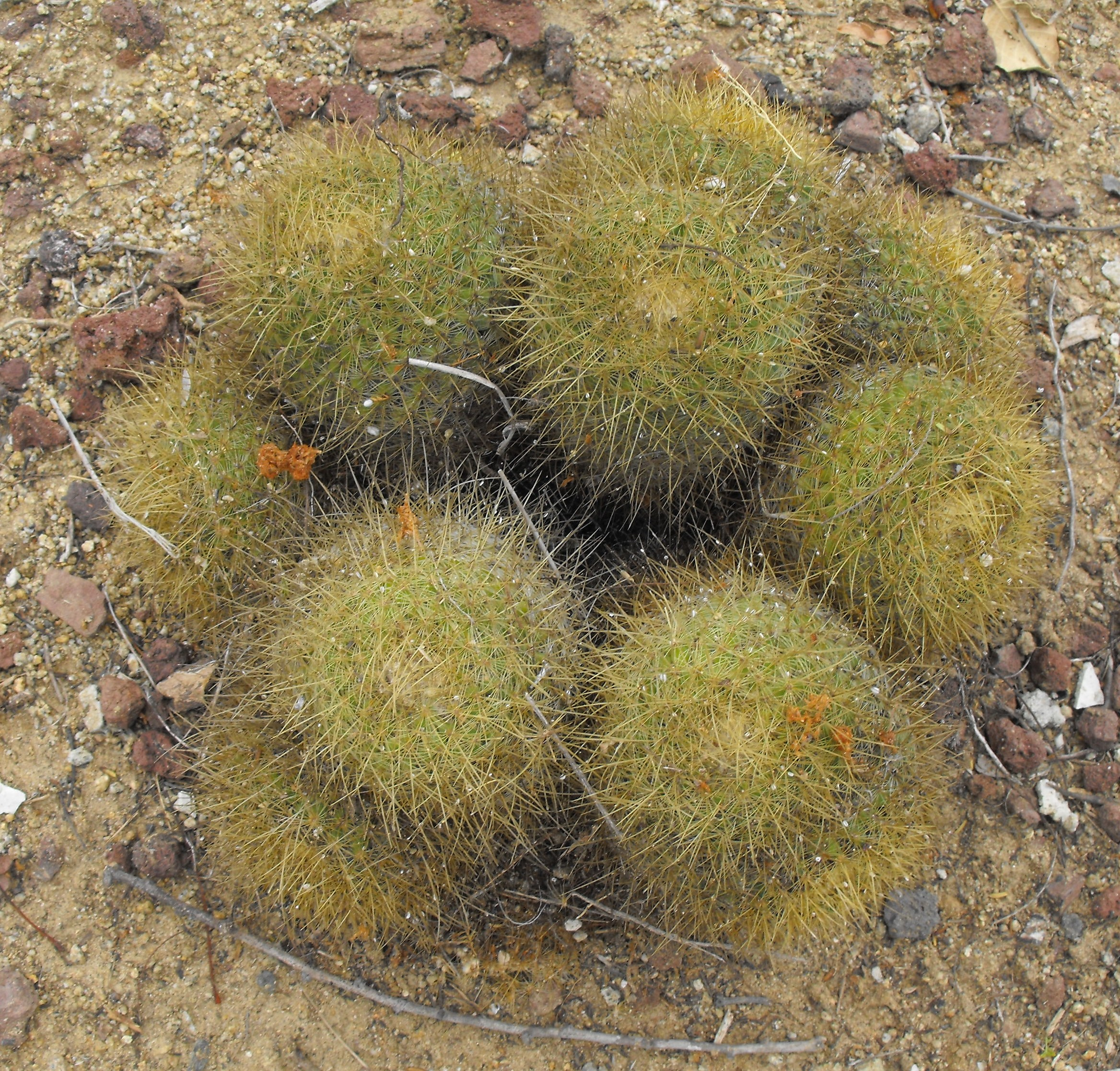
En grupo

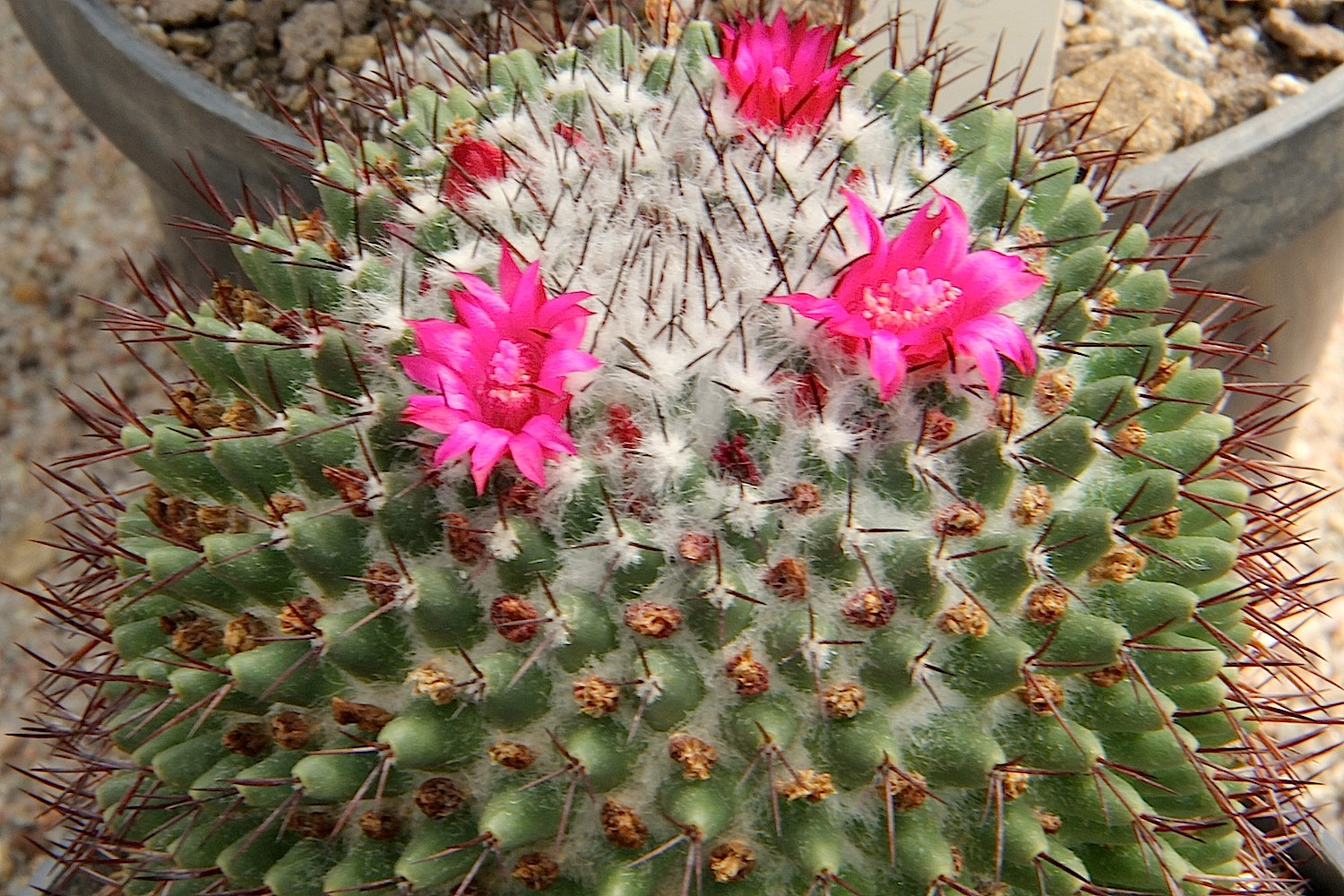
Flores

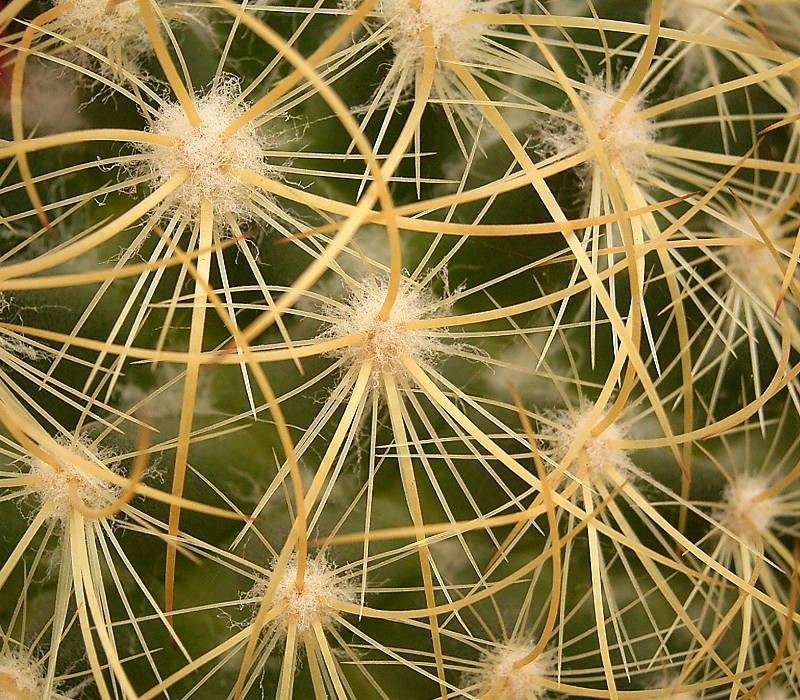
Detalle de las espinas

## Descripción
Mammillaria rhodantha crece sobre todo individualmente, a veces, con dicotómica ramificación o brotación. El tallo es esférico para corto cilíndrico de color verde que rara vez se aplana. Miden hasta 30 centímetros de alto y 7 a 15 centímetros de diámetro. Las costillas son cónicas o cilíndricas truncadas sin savia lechosa. Las axilas se ocuparon primero de lana y con pequeñas cerdas. Las 4-7  espinas centrales son rectas o ligeramente curvadas, de color rojo a marrón rojizo, brillantes y  de 1 a 1,5 centímetros de largo. Las 13 a 28 espinas radiales miden 0,6-1 centímetros de largo  de color blanco a  amarillenta o, a veces de colores dorados. Las flores son de color púrpura-rosa profundo. Miden hasta 2 centímetros de largo y 1,6 centímetros de diámetro. Los frutos son de color de rosa púrpura pálido verdoso de 1,5 a 2,5 centímetros de largo y contienen semillas de color naranja-marrón.

## Taxonomía
Mammillaria rhodantha fue descrita por Link & Otto y publicado en Icones plantarum selectarum pl. 26. 1828.
Etimología
Mammillaria: nombre genérico que fue descrita por vez primera por Carolus Linnaeus como Cactus mammillaris en 1753, nombre derivado del latín mammilla = tubérculo, en alusión a los tubérculos que son una de las características del género.
rhodantha: epíteto latíno que significa "con flores rosas"
Variedades aceptadas
- Mammillaria rhodantha subsp. aureiceps (Lem.) D.R. Hunt
- Mammillaria rhodantha var. droegeana K.Schum.
- Mammillaria rhodantha subsp. fera-rubra (Schmoll ex R.T. Craig) D.R. Hunt
- Mammillaria rhodantha subsp. mccartenii D.R. Hunt
- Mammillaria rhodantha subsp. mollendorffiana (Shurly) D.R. Hunt
- Mammillaria rhodantha subsp. pringlei (J.M. Coult.) D.R. Hunt

Sinonimia
- Mammillaria aureiceps
- Cactus pringlei
- Mammillaria pringlei
- Mammillaria calacantha
- Mammillaria fera-rubra
- Mammillaria parensis
- Mammillaria mollendorffiana
- Mammillaria bonavitii
- Mammillaria verticealba
- Mammillaria rhodantha